# Lovci prokletých pokladů
Lovci prokletých pokladů (v anglickém originále Blood & Treasure) je americký akční dobrodružný televizní seriál, jehož tvůrci jsou Matt Fereman a Stephen Scaia. Hlavní role hrají Matt Barr, Sofia Pernas, James Callis, Katia Winter, Michael James Shaw, Oded Fehr, Alicia Coppola a Mark Gagliardi. Seriál měl premiéru dne 21. května 2019. V rámci evropského trhu byla premiéra ohlášena na 10. červenec 2019 na italské stanici Rai 2. Dne 26. června 2019 objednala stanice CBS druhou řadu. V Česku měl premiéru 3. července 2020 na Primě.

## Synopse
Příběh se zaměřuje na brilantního experta na starožitnosti a šikovnou zlodějku umění, kteří se spojí, aby zastavili nebezpečného teroristu. Ten financuje své útoky ukradeným pokladem. Hrdinové se vydávají na dobrodružnou výpravu po celém světě s cílem dopadnout bezohledného zločince a drzého zloděje pokladů. Nečekaně se však ocitnou uprostřed dva tisíce let staré bitvy o kolébku civilizace.

## Obsazení

### Hlavní role
- Matt Barr jako Danny McNamara: právník specializující se na repatriaci ukradeného umění a bývalý agent FBI.
- Sofia Pernas jako Lexi Vaziri: zlodějka umění a Dannyho parťačka.
- James Callis jako Simon Hardwick
- Katia Winter jako Gwen Karlsson: agentka Interpolu
- Michael James Shaw jako Dwayne Coleman / Aiden Shaw: obchodník se zbraněmi.
- Oded Fehr jako Rasheed Hegazi / Karim Farouk: terorista.
- Alicia Coppola jako doktorka Ana Castilla: Dannyho mentorka.
- Mark Gagliardi jako otec Chuck Donnelly: Dannyho starý přítel, který pracuje jako kněz ve vatikánském ministerstvu zahraničních věcí.

### Vedlejší role
- John Larroquette jako Jacob „Jay“ Reece
- Antonio Cupo jako kapitán Bruno Fabi
- Tony Nash jako Omar
- Ali Hassan jako Taj bin Yusef
- Anna Silk jako Roarke
- Paget Brewster jako sestra Lisa (druhá řada)

## Seznam dílů

### První řada (2019)
| Č. v seriálu | Č. v řadě | Původní název                     | Český název                  | Režie                                                | Scénář                                                        | Premiéra v USA    | Premiéra v ČR                                               |
| ------------ | --------- | --------------------------------- | ---------------------------- | ---------------------------------------------------- | ------------------------------------------------------------- | ----------------- | ----------------------------------------------------------- |
| 1–2          | 12        | The Curse of Cleopatra            | Kleopatřino prokletí         | Michael Dinner (první část)Alrick Riley (druhá část) | Matthew Federman a Stephen Scaia                              | 21. května 2019   | 3. července 2020 (první část)10. července 2020 (druhá část) |
| 3            | 3         | Code of the Hawaladar             | Šifra hawaladaru             | Alrick Riley                                         | Taylor Elmore                                                 | 28. května 2019   | 17. července 2020                                           |
| 4            | 4         | The Secret of Macho Grande        | Tajemství Macho Grande       | Tawnia McKiernan                                     | Lara Olsen                                                    | 4. června 2019    | 24. července 2020                                           |
| 5            | 5         | The Brotherhood of Serapis        | Bratrstvo boha Serapa        | Tawnia McKiernan                                     | Javier Grillo-Marxuach                                        | 11. června 2019   | 31. července 2020                                           |
| 6            | 6         | The Ghost Train of Sierra Perdida | Vlak duchů ze Sierra Perdida | Craig Siebels                                        | Gaia Violo                                                    | 18. června 2019   | 9. srpna 2020                                               |
| 7            | 7         | Escape from Casablanca            | Útěk z Casablanky            | Craig Siebels                                        | Siavash Farahani a Dana Farahani                              | 25. června 2019   | 17. srpna 2020                                              |
| 8            | 8         | The Lunchbox of Destiny           | Krabice osudu                | Holly Dale                                           | Kevin Chesley a Bryan Shukoff                                 | 2. července 2019  | 23. srpna 2020                                              |
| 9            | 9         | The Shadow of Project Athena      | Po stopě projektu Athéna     | Holly Dale                                           | Nazrin Choudhury                                              | 9. července 2019  | 30. srpna 2020                                              |
| 10           | 10        | The Wages of Vengeance            | Zasloužená pomsta            | Guy Norman Bee                                       | Kevin Chesley, Bryan Shukoff a Javier Grillo-Marxuach         | 16. července 2019 | 6. září 2020                                                |
| 11           | 11        | Return of the Queen               | Návrat královny              | Guy Norman Bee                                       | Dana Farahani a Siavash Farahani                              | 23. července 2019 | 13. září 2020                                               |
| 12           | 12        | Legacy of the Father              | Otcův odkaz                  | Steve Boyum                                          | námět: David Jurmain scénář: Matthew Federman a Stephen Scaia | 30. července 2019 | 20. září 2020                                               |
| 13           | 13        | The Revenge of Farouk             | Farúkova pomsta              | Steve Boyum                                          | Matthew Federman a Stephen Scaia                              | 6. srpna 2019     | 28. září 2020                                               |

## Produkce

### Vývoj
Dne 30. listopadu 2017 bylo stanicí CBS oznámeno, že objednala celou řadu nového seriálu Blood & Treasure, kterou pro stanici vytvořili Matt Federman a Stephen Scaia. První řada by se měla skládat ze třinácti dílů, které podle oznámení měli spolu s Federmanem a Scaiou produkovat Taylor Elmore, Ben Silverman, Marc Webb a Mark Vlasic. Webb se měl stát také režisérem seriálu. Jako produkční společnost seriálu byla ohlášena firma CBS Television Studios. Seriál měl premiéru dne 21. května 2019.
Dne 26. června 2019 objednala stanice CBS druhou řadu.

### Casting
Dne 12. března 2018 bylo oznámeno, že se Katia Winter, Michael James Shaw a James Callis objeví v hlavních rolích seriálu. Dne 18. května 2018 byla hlavní ženská role obsazena herečkou Sofií Pernas. Dne 15. června 2018 obsadil Matt Barr hlavní mužskou roli. Dne 25. června 2018 bylo ohlášeno, že se Alicia Coppola přidala k hlavnímu obsazení. Dne 28. srpna 2018 bylo oznámeno, že si herečka Anna Silk zahraje vedlejší roli.
Na konci ledna 2020 se k vedlejšímu obsazení druhé řady přidala Paget Brewster.

### Natáčení
Natáčení televizních scén první řady probíhalo v létě roku 2018 v Montrealu v Kanadě a v Itálii a Maroku, které v seriálu znázorňují Afriku, Španělsko a Karibik. V Itálii se filmovalo zejména v Turíně, Římě a Benátkách.
Natáčení druhé řady začalo v říjnu 2019.